# کردپرس
کردپرس نخستین خبرگزاری کرد زبان در ایران است. کردپرس فعالیت خود را در شهریور ۱۳۸۹ آغاز کرد. این خبرگزاری رویدادهای خبری دنیا را با اولویت بر اخبار ایران، عراق، ترکیه به سه زبان کردی سورانی، فارسی و انگلیسی انتشار می‌دهد. کردپرس برترین خبرگزاری ششمین جشنواره مطبوعات و خبرگزاری های غرب کشور در سال ۱۳۹۱ اعلام شد. قرار است زبان‌های ترکی و عربی به زبان‌های این خبرگزاری اضافه بشوند.
پس از گذشت یک دهه از فعالیت حرفه ای این خبرگزاری در عرصه های سیاسی، اقتصادی، اجتماعی و فرهنگی- هنری، هنوز هم کردپرس تنها خبرگزاری کُردی زبان مناطق کردنشین به شمار می‌آید.